# Bastimentos
Bastimentos è un'isola e un comune (corregimientos in spagnolo) di Panama situato nel distretto di Bocas del Toro (provincia di Bocas del Toro) con 1.954 abitanti al censimento 2010
Il parco marino dell'isola Bastimentos comprende una parte dell'isola più le due isole Zapatilla e le acque circostanti. La parte occidentale, visibile da Bocas del Toro non fa parte del parco ed è quella popolata.

## Storia
Nel 1727 la gran parte dell'equipaggio dell'ammiraglio inglese Francis Hosier morì a causa di malattie tropicali. Si stima che 4.000 marinai su 4.750 perirono nei viaggi esplorativi durati tre anni.